# Titularbistum Lilybaeum
Lilybaeum (ital.: Lilibeo) ist ein Titularbistum der römisch-katholischen Kirche.
Es geht zurück auf einen antiken Bischofssitz in der Stadt Marsala, die sich an der Westküste Siziliens befindet.  Das Bistum war während der sarazenischen Herrschaft über Sizilien zu Beginn des 10. Jahrhunderts zugrunde gegangen und wurde unter den Normannen nicht wiedererrichtet, da sich Roger I. für Mazara als Sitz des westsizilischen Bistums entschied, dessen Bischöfe im 12. Jahrhundert zeitweise auch den Titel eines episcopus Lilibetanus führten.
| Titularbischöfe von Lilybaeum |                                                                     |                                                  |                  |                   |
| Nr.                           | Name                                                                | Amt                                              | von              | bis               |
| 1                             | Henrique Hector Golland Trindade OFM Titularerzbischof pro hac vice | emeritierter Erzbischof von Botucatu (Brasilien) | 27. März 1968    | 16. März 1971     |
| 2                             | Nicola Cavanna                                                      | Koadjutorbischof von Asti (Italien)              | 21. Juni 1971    | 1. August 1977    |
| 3                             | Carlos Alberto Nicolini                                             | Weihbischof in Salto (Uruguay)                   | 28. Oktober 1977 | 29. Dezember 1984 |
| 4                             | Jesús Gervasio Pérez Rodríguez OFM                                  | Weihbischof in Sucre (Bolivien)                  | 14. Juni 1985    | 6. November 1989  |
| 5                             | Giuseppe Leanza Titularerzbischof pro hac vice                      | Apostolischer Nuntius in Irland                  | 3. Juli 1990     |                   |